# Éderzito António Macedo Lopes
Éderzito António Macedo Lopes(* 22. prosince 1987, Bissau, Guinea-Bissau), známý spíše jako Éder, je portugalský fotbalový útočník a reprezentant původem z Guiney-Bissau, od roku 2016 hráč klubu Lille OSC, od léta 2017 na hostování v týmu FK Lokomotiv Moskva.
Mistr Evropy z roku 2016.
S mužstvem Académica de Coimbra vyhrál v sezóně 2011/12 portugalský fotbalový pohár.

## Reprezentační kariéra
V A-mužstvu Portugalska debutoval 11. 9. 2012 v kvalifikačním zápase v Braze proti reprezentaci Ázerbájdžánu (výhra 3:0).
Zúčastnil se MS 2014 v Brazílii.

Trenér portugalského národního týmu Fernando Santos jej zařadil do závěrečné 23členné nominace na EURO 2016 ve Francii. Ve finále šampionátu proti domácí Francii vstřelil v prodloužení vítězný gól na konečných 1:0 a Portugalci získali svůj premiérový titul na Mistrovství Evropy.

## Vyznamenání
- komandér Řádu za zásluhy – Portugalsko, 10. července 2016[7]